# X.25

Xarxa X.25

 X.25  és un estàndard ITU-T per xarxes d'àrea àmplia de commutació de paquets. El seu protocol d'enllaç, LAPB, està basat en el protocol HDLC (publicat per ISO, el qual al mateix temps és una evolució del protocol SDLC d'IBM). Estableix mecanismes d'adreçament entre usuaris, negociació de característiques de comunicació i tècniques de recuperació d'errors. Els serveis públics de commutació de paquets admeten nombrosos tipus d'estacions de diferents fabricants. Per tant, és de la major importància definir la interfície entre l'equip de l'usuari final i la xarxa.

## Introducció i història
La norma X.25 és l'estàndard per a xarxes de paquets recomanat per CCIT, el qual va emetre el primer esborran el 1974. Aquest original seria revisat el 1976, el 1978 i el 1980, i de nou el 1984, per donar lloc al text definitiu publicat el 1985. El document inicial incloïa una sèrie de propostes suggerides per Datapac, Telenet i Tymnet, tres noves xarxes de commutació de paquets.
La X.25 es defineix com la interfície entre equips terminals de dades i equips terminals del circuit de dades per a terminals que treballen en manera paquet sobre xarxes de dades públiques.
Les xarxes utilitzen la norma X.25 per establir els procediments mitjançant els quals dos ETD que treballen en manera paquet es comuniquen a través de la xarxa. Aquest estàndard pretén proporcionar procediments comuns d'establiment de sessió i intercanvi de dades entre un ETD i una xarxa de paquets (ETCD). Entre aquests procediments es troben funcions com les següents: identificació de paquets procedents d'ordinadors i terminals concrets, assentiment de paquets, rebuig de paquets, recuperació d'errors i control de flux. A més, X.25 proporciona algunes facilitats molt útils, com per exemple en la facturació a estacions ETD diferents de la que genera el trànsit.
Dins de la perspectiva de X.25, una xarxa opera en gran part com un sistema telefònic. Una xarxa X.25 s'assumeix com si estigués formada per complexos commutadors de paquets que tenen la capacitat necessària per a l'encaminament de paquets. Els amfitrions no estan comunicats de manera directa als cables de comunicació de la xarxa. En lloc d'això, cada amfitrió es comunica amb un dels commutadors de paquets mitjançant d'una línia de comunicació serial. D'alguna manera la comunicació entre un amfitrió i un commutador de paquets X.25 és una xarxa miniatura que consisteix a un enllaç serial. L'amfitrió pot seguir un complicat procediment per transferir els seus paquets cap a la xarxa.
L'estàndard X.25 no inclou algorismes d'encaminament, però convé ressaltar que, encara que les interfícies ETD/ETCD d'ambdós extrems de la xarxa són independents un de l'altre, X.25 intervé des d'un extrem fins a l'altre, ja que el trànsit seleccionat s'encamina al final. Tot i això, l'estàndard recomanat és asimètric, ja que només es defineix un costat de la interfície amb la xarxa (ETD/ETCD).

## X.25 i la seva relació amb el model OSI
OSI ha estat la base per a la implementació de diversos protocols. Entre els protocols comunament associats amb el model OSI, el conjunt de protocols conegut com a X.25 és probablement el més conegut i el més àmpliament utilitzat. El X.25 va ser establert com una recomanació de la ITU-TS (Telecommunications Section de la International Telecommunications Union), una organització internacional que recomana estàndards per als serveis telefònics internacionals. El X.25 ha estat adoptat per les xarxes públiques de dades i és especialment popular a Europa. El X.25 és un protocol que es basa en les primeres 3 capes del model OSI.

## Nivells de la norma X.25

### El Nivell Físic
La recomanació X.25 per al nivell de paquets coincideix amb una de les recomanacions del tercer nivell OSI. X.25 abasta el tercer nivell i també els dos nivells més baixos. La interfície de nivell físic recomanat entre l'ETD i l'ETCD és el X.21. X.25 assumeix que el nivell físic X.21 manté activats els circuits T (transmissió) i R (recepció) durant l'intercanvi de paquets. Assumeix també, que el X.21 es troba en estat 13S (enviar dades), 13R (rebre dades) o 13 (transferència de dades). Suposa també que els canals C (control) i I (indicació) de X.21 estan activats. Per tot això X.25 utilitza la interfície X.21 que uneix l'ETD i l'ETCD com un "conducte de paquets", en el qual els paquets flueixen per les línies de transmissió (T) i de recepció (R).
El nivell físic de X.25 no exerceix funcions de control significatives. Es tracta més aviat d'un conducte passiu, del control s'encarreguen els nivells d'enllaç i de xarxa.

### El nivell d'Enllaç
En X.25 se suposa que el nivell d'enllaç és LAPB. Aquest protocol de línia és un conjunt de HDLC. LAPB i X.25 interaccionen de la següent manera: En la trama LAPB, el paquet X.25 es transporta dins el camp I (informació). És LAPB el que s'encarrega que arribin correctament els paquets X.25 que es transmeten a través d'un canal susceptible d'errors, des de o cap a la interfície ETD/ETCD. La diferència entre paquet i trama és que els paquets es creen en el nivell de xarxa i s'insereixen dins d'una trama, la qual es crea en nivell d'enllaç.
Per funcionar sota l'entorn X.25, LAPB utilitza informació (I), Receptor Preparat (RR), Rebuig (REJ), Receptor No Preparat (RNR), Desconnexió (DSC), Activar Mode Resposta Asíncrona (SARM) i Activar Mode Asíncron Equilibrat (SABM).
Les respostes utilitzades són les següents: Receptor Preparat (RR), Rebuig (REJ), Receptor No Preparat (RNR), Assentiment No Numerat (UA), Rebuig de Trama (FRMR) i Desconnectar Manera (DM).
Les dades d'usuari del camp I no es poden enviar com a resposta. D'acord amb les regles d'adreçament HDLC, això implica que les trames I sempre contindran l'adreça de destinació amb la qual cosa s'evita tota possible ambigüitat en la interpretació de la trama.
X.25 exigeix que LAPB utilitzi adreces específiques dins del nivell d'enllaç.
Tant X.25 com LAPB utilitzen nombres d'enviament (S) i de recepció (R) per comptabilitzar el tràfic que travessen els seus respectius nivells.
En LAPB els nombres es denoten com a N (S) i N (R), mentre que en X.25 la notació dels nombres de seqüència és P (S) i P (R).
És un protocol de xarxa, per a la commutació de paquets.

### Servei de circuit virtual
El servei de circuit virtual de X.25 ofereix dos tipus de ciruitos virtuals: trucades virtuals i circuits virtuals permanents. Una trucada virtual és un circuit virtual que s'estableix dinàmicament mitjançant una petició de trucada i un alliberament de trucada com es descriu tot seguit. Un circuit virtual permanent és un circuit virtual fix assignat a la xarxa. La transferència de les dades es produeix com amb les trucades virtuals, però en aquest cas no es necessita realitzar ni l'establiment ni el tancament de la trucada.